# Platthuvudkatt
Platthuvudkatt eller flathövdad katt (Prionailurus planiceps) tillhör underfamiljen små katter (Felinae). Den är nära släkt med leopardkatten men avviker tydligt i utseende från andra katter. Ibland listas arten i ett eget släkte, Ictailurus.

## Kännetecken
Arten är ungefär lika stor som en huskatt med en kroppslängd av 45 centimeter och en svanslängd av 15 centimeter. Kännetecknande är kattens platta huvud som gav arten sitt namn samt små öron och korta extremiteter. Ögonen är däremot stora.
Pälsens grundfärg är rödbrun. På grund av att hårspetsarna är vita ser katten ibland silveraktig ut. Ibland förekommer otydliga fläckar på kroppen. Bleka strimmor är däremot alltid synliga på huvudet, mellan ögonen.

## Utbredningsområde
Tidigare levde platthuvudkatten i Thailand och Malaysia samt på Sumatra och Borneo. 1985 listades arten som utdöd men under 1990-talet hittades några individer som hade överlevt. Enligt zoologernas bedömning finns idag små grupper i Malaysia och på Sumatra. Habitatet utgörs av tropisk regnskog där platthuvudkatten förekommer i träskmarker och längs floder och insjöar.

## Levnadssätt
Det är inte mycket känt om artens levnadssätt då katten är mycket sällsynt. Det antas att platthuvudkatten har ett liknande beteende som fiskarkatten. Den skulle alltså jaga fiskar och groddjur samt mindre fåglar och däggdjur. Enligt obekräftade berättelser äter den även frukter.